# Steingrímur Steinþórsson

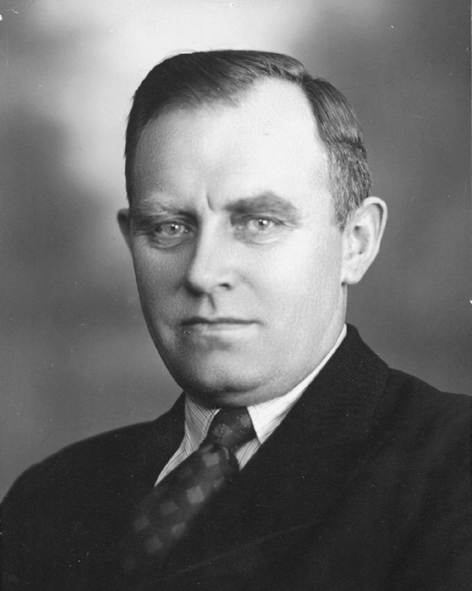
Steingrímur Steinthórsson.

Steingrímur Steinþórsson (12 februari 1893 - 14 november 1966) was een IJslands politicus. Hij was premier van IJsland van 14 maart 1950 tot 11 september 1953. Hij was lid van het Interim Triumviraat van IJsland, van 26 januari tot 31 juli 1952.
Steingrímur Steinþórsson was ook lid van de Progressieve Partij (Framsóknarflokkurinn), maar was nooit voorzitter.